# Новий Тумутук
Новий Тумуту́к (рос. Новый Тумутук, башк. Яңы Тымытыҡ) — присілок у складі Бакалинського району Башкортостану, Росія. Входить до складу Куштіряковської сільської ради.
Населення — 190 осіб (2010; 244 у 2002).
Національний склад:
- татари — 81 %